# チキン (アラスカ州)
チキン（英語: Chicken）は、アメリカ合衆国アラスカ州サウスイーストフェアバンクス国勢調査地域の国勢調査指定地域。ゴールドラッシュにより設立された町で現存する町のひとつである。人口は12人（2020年国勢調査）。夏には産業である鉱業がピークを迎える。また、しばしば珍地名としても挙げられる場所である。

## 歴史
チキンは19世紀後半にゴールドラッシュにより開拓された。地名はターミガン（ptarmigan、ライチョウの意）が考案されたが、結局採用されなかった。1902年には郵便局が設立。
チキンの一部は1900年代の建物とF. E. Company Dredge No. 4がチキン歴史地区としてアメリカ合衆国国家歴史登録財になっている。
チキンには今も活発的な金鉱脈があり、今まで採金船が必要なほど多数の金が採掘された。また、活動的ではない採掘場所も存在する。

## 地理
チキンの総面積は2023年時点で115.955平方マイル (300.32 km2)で、すべて陸地となっている。
チキンへのアクセスは空路ではチキン空港を経由により可能。陸路もあるがアラスカ州道5号線とテイラー高速道路が3月中旬から10月中旬まで通行止めになる。

## 住民
2020年国勢調査によるとチキンの人口は12人である。人種別だと11人が白人、1人がヒスパニック（ラテン系アメリカ人）と回答している。
2010年国勢調査では人口は7人、人種別だと6人が白人、1人がヒスパニックであった。

## 気候

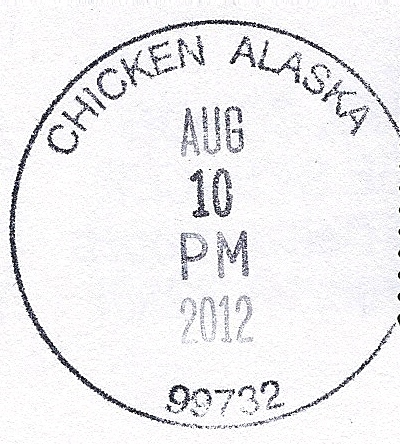
チキンの消印

| チキンの気候                                            | チキンの気候  | チキンの気候  | チキンの気候  | チキンの気候 | チキンの気候 | チキンの気候 | チキンの気候 | チキンの気候 | チキンの気候 | チキンの気候 | チキンの気候  | チキンの気候  | チキンの気候  |
| 月                                                      | 1月           | 2月           | 3月           | 4月          | 5月          | 6月          | 7月          | 8月          | 9月          | 10月         | 11月          | 12月          | 年            |
| ------------------------------------------------------- | ------------- | ------------- | ------------- | ------------ | ------------ | ------------ | ------------ | ------------ | ------------ | ------------ | ------------- | ------------- | ------------- |
| 最高気温記録 °F （°C）                                  | 31 (−1)       | 43 (6)        | 54 (12)       | 75 (24)      | 84 (29)      | 90 (32)      | 91 (33)      | 87 (31)      | 71 (22)      | 64 (18)      | 35 (2)        | 32 (0)        | 91 (33)       |
| 平均最高気温 °F （°C）                                  | −14.4 (−25.8) | 0.4 (−17.6)   | 19.4 (−7)     | 41.9 (5.5)   | 57.9 (14.4)  | 69.2 (20.7)  | 70.1 (21.2)  | 64.3 (17.9)  | 53.0 (11.7)  | 30.5 (−0.8)  | 4.7 (−15.2)   | −6.5 (−21.4)  | 32.54 (0.3)   |
| 平均最低気温 °F （°C）                                  | −31.0 (−35)   | −22.7 (−30.4) | −13.9 (−25.5) | 11.1 (−11.6) | 29.1 (−1.6)  | 38.9 (3.8)   | 41.6 (5.3)   | 36.3 (2.4)   | 26.1 (−3.3)  | 8.9 (−12.8)  | −12.2 (−24.6) | −23.2 (−30.7) | 7.42 (−13.67) |
| 最低気温記録 °F （°C）                                  | −72 (−58)     | −72 (−58)     | −58 (−50)     | −29 (−34)    | 5 (−15)      | 15 (−9)      | 24 (−4)      | 19 (−7)      | −7 (−22)     | −39 (−39)    | −52 (−47)     | −72 (−58)     | −72 (−58)     |
| 降水量 inch （mm）                                      | 0.41 (10.4)   | 0.25 (6.4)    | 0.17 (4.3)    | 0.26 (6.6)   | 1.14 (29)    | 2.26 (57.4)  | 2.84 (72.1)  | 1.87 (47.5)  | 1.11 (28.2)  | 0.49 (12.4)  | 0.40 (10.2)   | 0.63 (16)     | 11.83 (300.5) |
| 降雪量 inch （cm）                                      | 5.2 (13.2)    | 3.3 (8.4)     | 2.6 (6.6)     | 2.3 (5.8)    | 1.3 (3.3)    | 0 (0)        | 0 (0)        | 0 (0)        | 1.7 (4.3)    | 6.1 (15.5)   | 5.9 (15)      | 8.1 (20.6)    | 36.5 (92.7)   |
| 出典：http://www.wrcc.dri.edu/cgi-bin/cliMAIN.pl?ak1684 |               |               |               |              |              |              |              |              |              |              |               |               |               |

## その他
ロバート・スペックによる伝記小説「Tisha: The Story of a Young Teacher in the Alaskan Wilderness」は1920年代のチキンの教師、Anne Hobbsを描いている。